# Agathaumas
Az Agathaumas (jelentése 'nagy csoda') egy nagyméretű, a késő kréta korban (a maastrichti korszakban, 70–65,5 millió évvel ezelőtt), Wyoming területén élt ceratopsida dinoszaurusz számára létrehozott név, amely az ógörög αγαν / agan 'nagy' és θαυμα / thauma 'csoda' szavak összetételéből származik. Fontos, mivel ez volt az első ceratopsia, melynek maradványát egy őslénykutató felfedezte és leírta. Aránylag kevés információ áll rendelkezésre a nemről, mivel csak a csontváz hátsó fele őrződött meg. Kétséges névnek tekintik és a mibenlétéről folytatott viták során legtöbbször azt állítják, hogy az Agathaumas egy tévesen azonosított Triceratops vagy Torosaurus.

## Történet
Az Agathaumast F. B. Meek fedezte fel, 1872-ben Délnyugat-Wyomingban, majd értesítette Edward Drinker Cope-ot a leletről. Cope bekapcsolódott az ásatásba, feltárva az állat lábak nélküli hátsó felét. Mivel ezek voltak az elsőként talált ceratopsia maradványok, Othniel Charles Marsh 1889-ben készült Triceratops leírásának megjelenéséig Cope nem volt tisztában azzal, hogy az Agathaumas milyen dinoszaurusz lehetett (arra azonban rájött, hogy valami újra bukkant). Egy 1889-es cikkben Cope azt javasolta, hogy a Ceratops maradványok kis mennyisége miatt a Marsh által létrehozott Ceratopsidae családot nevezzék át Agathaumidae-re.

## Fajok
Típusfaj:
- Agathaumas (Triceratops) sylvestris Cope, 1872; 16 csigolya a farok, a keresztcsont és a hát területéről, egy részleges csípő és néhány borda

Egyéb fajok:
- A. flabellatus (Marsh, 1889/Scott, 1900); a Triceratops horridus részét képezi.
- A. milo (Cope, 1874); a Thespesius occidentalis részét képezi.
- A. monoclonius (Breihaupt, 1994); nomen dubium, a Monoclonius sphenocerus részét képezi.
- A. mortuarius (Cope, 1874/Hay, 1902); nomen dubium, a Triceratops horridus részét képezi.
- A. prorsus (Marsh, 1890/Lydekker, 1893); a Triceratops prorsus részét képezi.
- A. sphenocerus (Cope, 1890); nomen dubium, a Monoclonius sphenocerus részét képezi.

Sajnálatos módon a csontváz hátsó felének csontjait nem találták diagnosztikusnak a ceratopsiák között, és az Agathaumas nomen dubium maradt. Több maradványt nem találtak a területen, de a mérete és a kora alapján valószínű, hogy a lelet a Triceratopshoz vagy a Torosaurushoz tartozhat.

## Knight rekonstrukciója

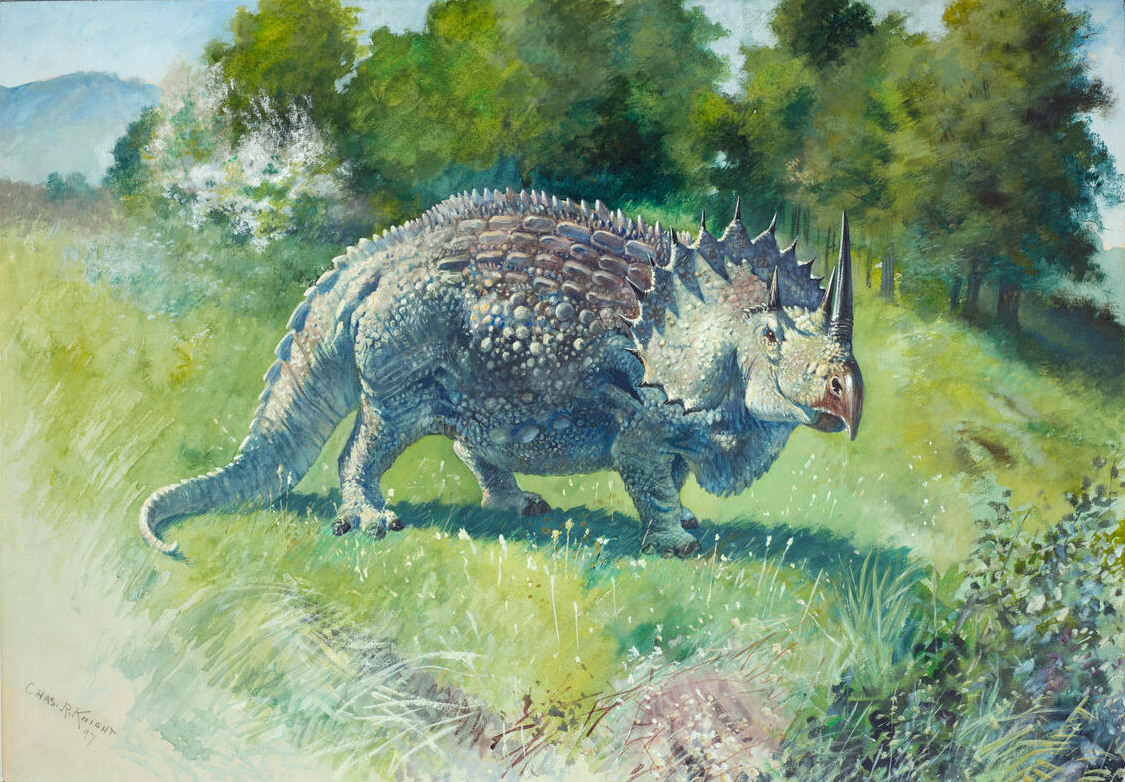
A Knight által 1897-ben készített Agathaumas rekonstrukció

1897-ben a festőművész, Charles R. Knight egy képet készített Cope számára az Agathaumasról, a Triceratops arcszarvaival és a Styracosaurus tüskés nyakfodrával impozáns vadállatként ábrázolva a dinoszauruszt. A mű alapján később elkészítették az Agathaumas modelljét, amit az 1925-ös, Az elveszett világ (The Lost World) című film forgatásán használtak fel. Az Agathaumast ezután többféle módon is rekonstruálták.

## Fordítás
- Ez a szócikk részben vagy egészben a Agathaumas című angol Wikipédia-szócikk ezen változatának fordításán alapul.  Az eredeti cikk szerkesztőit annak laptörténete sorolja fel. Ez a jelzés csupán a megfogalmazás eredetét és a szerzői jogokat jelzi, nem szolgál a cikkben szereplő információk forrásmegjelöléseként.